# حدوتة حب (مسلسل)
حدوتة حب مسلسل لبناني، سوري يناقش مجموعة قصص كل قصة في مجموعة من الحلقات.

## أبطال المسلسل

### خماسية الشهر السابع
- سيرين عبد النور.
- رودريغ سليمان.

### سداسية طفلي المتوحد
- نادين الراسي.
- جهاد الأندري.

### سباعية شهر عسل
- إيميه صياح.
- طوني عيسى.

### خماسية بقايا امرأة
- خالد القيش.
- جيني اسبر.
- ميرنا شلفون.
- يزن السيد.

### سداسية الهاجس
- نادين الراسي.
- يوسف حداد.

## سلسلة القصص
| الرقم | العنوان      | المؤلف         | المخرج         | تاريخ العرض الأصلي |
| --- | ------------ | -------------- | -------------- | ------------------ |
| 1 | الشهر السابع | رافي وهبي      | فيليب أسمر     | 17 مايو 2018       |
| نايا طبيبة نفسية وحامل بشهرها السابع تنتظر مولودها الأول مع زوجها مشغولة بتحضيراتها للأمومة والتي من المفترض ان تكون هذه الأيام هي اسعد أيام حياتها ولكن تتغير حياتها بالكامل عندما تزورها فتاة بعيادتها النفسية وتخبرها انها تواجه مشكلة وهي الرغبة بالدخول بعلاقة مع الرجال المتزوجين وعند الحصول عليهم وتخريب علاقاتهم مع زوجاتهم والتخلي عليهم والانتقال لضحية جديدة وزوج جديد لتخريب علاقته مع زوجته إضافة أن الصدفة تقودها لاكتشاف خبر انتحار إحدى مريضاتها التي تتعالج بعيادتها. فتجد نايا نفسها متورطة بلا ارادتها بحل هذه القضية التي تقتحم حياتها عنوة وتؤثر بشكل مباشر على علاقتها بزوجها وتكشف لها الكثير من المفاجأت ماهي علاقة الفتاة المهوسة بالرجال المتزوجين وبقصة انتحار المريضة هذا ماستكشفه احداث خماسية المشوقة بالشهر السابع. |              |                |                |                    |
| 2 | طفلي المتوحد | محمود حبال     | وائل أبو شعر   | 22 مايو 2018       |
| لمى كاتبة روايات وتعمل في منزلها أمّا زوجها حازم فهو مهندس ويعمل في إحدى بلاد الخليج. لم ينجب حازم ولمى أطفالاً سوى رامي، كلّما سألها أحد عن السبب أجابت أنها تعرضت لإشكال طبي بعد إنجابها لطفلها ممّا منعها من الحمل مجدّداً، على أنها تؤكد أنها لم تيأس وما زالت تتابع أخبار التطور الطبي في هذا المجال على أمل أن تظهر تقنيات طبية جديدة تساعدها على الإنجاب من جديد، وعلى الرغم من أن حازم يبدو قانعاً بقدره بأن يكون أباً لولد وحيد إلّا أن لمى هي التي تبدو متوترة في كل مرة يأتي فيها أحد على ذكر الموضوع، متوترة و... قلقة! أو بالأحرى مذنبة! نتيجة لبعد حازم عن لمى بسبب عمله في بلد آخر ولكون رامي هو إبنها الوحيد، كرّست لمى نفسها لإبنها وتعلقت به كثيراً بحيث أصبح محور حياتها. |              |                |                |                    |
| 3 | شهر عسل      | كلوديا مرشليان | فيليب أسمر     | 28 مايو 2018       |
| لم تكن تعلم «نور» تلك الصبية الجميلة والطموحة، أنها ستتحوّل من موظفة في قصر رائد بيك إلى صاحبة ذلك القصر، يوم قبلت بالوظيفة التي عرضت عليها وهي مساعدة «وعد» الابن البكر لرائد على القيام بالحركات الرياضية والتدليك الفيزيائي، هو الذي تعرّض في طفولته إلى حادث سير قد أودى بحياة والدته وأقعده على الكرسي النقال مدى الحياة. سرّ يقلب حياة العائلة رأسا على عقب ولغز يجعل المشاكل تتفاقم مما يجعل الكل في حيرة من أمرهم... «شهر عسل»... اسم سرعان ما تحوّل إلى المصيبة التي قلبت حياة عائلة رائد وبهاء رأسا على عقب |              |                |                |                    |
| 4 | بقايا امرأة  | ناديا الأحمر   | وائل أبو شعر   | 4 يونيو 2018       |
| عندما التقيا.. هو زيد الشاب الوسيم.. الواثق من نفسه.. المزهو بنفسه.. بذكاءه.. بنجاحه.. بثروته. أما هي..لارا..الفتاة العشرينية.. الجميلة تستفزها لامبالاته.. فخلال تلك الثانية التي تلاقت عيونهما ببعضهما البعض.. كان كرجل جاهل يرى ايقونة انثوية ثمينة.. ويتجاوزها هكذا ببساطة.. بلا ويستدير عنها ليطوق ذراعي محبوبته (رنا) التي لايليق بها حتى بالوقوف امام وسامته.. وبتلك اللحظة تطلق لارا وعداً على نفسها بحضور صديقتها «سارة» بانها ستنتزعه من بين ذراعي الآخرى... ليكون لها هي ووحدها.. أما سارة... فأنها تلك الصديقة المحبة القريبة لحد يثير الشكوك.. الغامضة بعلاقتها مع وسام حبيبها الذي تصر على اخفاءه على لارا خوفاً من سرقته منها.. لتبقى شخصية مثيرة محفزة لمتابعة وتحليل ومحاولة فهم تصرفاتها المتناقضة احيانا !.. وتشغلنا بماقد تنطوي عليه حقيقة مشاعرها واخلاصها لصديقتها لارا.. تنجح لارا أو ربما تظن انها نجحت بتحقيق ما خططت له ويحدد يوم الزفاف.. ليكون التاريخ المختار من قبل زيد ليكشف عن حقيقته واضعاً لارا ايضاً امام مرآة نفسها.. فما كانت لارا يوماً ل زيد سوى حالة انتقام ارادها زيد لشقيقتها رنا التي دمرت حياتها لارا بالماضي وخربت زواجها من وائل زوج رنا الذي رماها وطلقها بسبب لارا التي تلاعبت ب منزل وعائلة رنا دون ان تعرف هذه المرأة المصابة بمرض يقتلها ببطئ وجردتها من زوجها بأنانية وعدم أي شعور بتأنيب الضمير.. مما دفع زيد اخوها للانتقام منه بذكاء وسقيها من الكأس المر الذي اذاقته لشقيقتها رنا.. لتغدو لارا مجرد بقايا من امرأة تتلاشى.. فهي الظالمة والمظلومة بآن واحد.. القوية.. والهشة. .. الصلبة والمنكسرة.. ومن تطلق سهام أنانيتها ومن تتلقى القسم الأكبر ايضاَ من طعنات الغدر اثناء حصرها بمنتصف دائرة انتقام جميع شخصيات الخماسية كل ٌ لسببه ! |              |                |                |                    |
| 5 | الهاجس       | مؤيد النابلسي  | سيف الشيخ نجيب | 9 يونيو 2018       |
| لم تكن «أسيل» تعلم أن حياتها مع زوجها الدكتور «رام» ستأخذ طابعاً تقليدياً كمعظم حالات الزواج السائدة في المجتمع الشرقي خصوصاً أنها تزوجته بعد قصة حب طويلة وعاشا معاً حوالي الخمس سنوات، ولكن ربما عدم إنجابهما للطفل هو ما جعل العلاقة تأخذ المنحى الروتيني سيما وأن المشكلة كانت من طرف رام الذي أثبت الطب أن فكرة الإنجاب الطبيعي مستحيلة بالنسبة له، يدخل على حياة العائلة شاباً وسيماً يدعى «كرم» حيث تقدمه زويا لعائلة أختها على أنه الشاب الذي عشقته حديثاً وقررا الارتباط، د.رام يُدعى إلى مؤتمر في بلد مجاور فيقرر السفر برفقة زوجته التي تبدو مسرورة بالفكرة سيما وأن علاقتهما التي تتجه نحو الفتور بحاجة ماسة لهذه الرحلة، وتقترح على زوجها أن يدعو أختها الصغرى لترافقهما فتقوم زويا بإقناع أختها بالضغط على رام ليدعو حبيبها الجديد كرم ليكون معهم في هذه الرحلة بحجة مساعدتها بتوطيد علاقتها به توافق أسيل على الفور وبسهولة تامة يرحب رام بالفكرة ويذهبون جميعهم إلى هذه الرحلة... المشؤومة. |              |                |                |                    |